# Verbond van heischrale graslanden
Het verbond van heischrale graslanden (Violion caninae) is een verbond uit de orde van heischrale graslanden (Nardetalia). Het omvat plantengemeenschappen van relatief zure, oligotrofe bodems met overwegend grassen, grasachtige planten en kleinbloemige kruiden.

## Naamgeving en codering
| Nardo-Galion saxatilis Prsg 1950 |

- Syntaxoncode voor Nederland (rVvN): r19Aa
- BWK-karteringscodes: hn, hmo
- Natura2000-habitattypecode (EU-code): H6230
- Corine biotope: 35 Dry siliceous grasslands

De wetenschappelijke naam Violion caninae is afgeleid van de botanische naam van hondsviooltje (Viola canina).

## Fysiognomie
Heischrale graslanden omvatten veelal sluitende, laagblijvende graslandformaties. Dwergstruiken kunnen voor een grasland nog redelijk goed vertegenwoordigd zijn in de kruidlaag maar ze zijn nooit zo dominant als in dwergstruwelen, zoals die van de klasse van droge heiden.
In de kruidlaag zijn grassen als borstelgras en tandjesgras en grasachtige planten als pilzegge dominant, met daarnaast kleinbloemige overblijvende kruiden als hondsviooltje, stijve ogentroost en mannetjesereprijs. Zeldzaamheden als welriekende nachtorchis, herfstschroeforchis, gelobde maanvaren en valkruid maken deze vegetatie zeer divers.
De moslaag is weinig opvallend en evenmin divers.

## Ecologie
De vegetatie van het verbond van heischrale graslanden vindt men op droge tot natte, relatief zure tot neutrale en relatief oligotrofe bodems. Ze wijzen op de aanwezigheid van leem, klei of veen in de bodem, of op verrijking via het grondwater of door dieren.
Vaak gaat het om vegetatie in overgangszones, zoals op de grens tussen droge en natte plaatsen, of op overgangen van natte heide naar blauwgraslanden. In heidegebieden zijn het dikwijls plaatsen met enige mate van verstoring en/of verrijking, zoals wegbermen en langs veetrekroutes en op plaatsen waar regelmatig gemaaid, beweid, geplagd, afgebrand of begraasd wordt.

## Associaties in Nederland en Vlaanderen
Het verbond van heischrale graslanden wordt in Vlaanderen en Nederland vertegenwoordigd door vijf associaties.
- - associatie van liggend walstro en schapengras (Galio-Festucetum ovinae)
  - associatie van klokjesgentiaan en borstelgras (Gentiano pneumonanthes-Nardetum)
  - associatie van maanvaren en vleugeltjesbloem (Botrychio-Polygaletum)
  - associatie van betonie en gevinde kortsteel (Betonico-Brachypodietum)
  -  associatie van hondsviooltje en gewoon struisgras (Polygalo vulgaris-Nardetum)

## Diagnostische taxa voor Nederland en Vlaanderen
In de onderstaande tabel staan de belangrijkste diagnostische taxa van het verbond van heischrale graslanden voor Nederland en Vlaanderen.

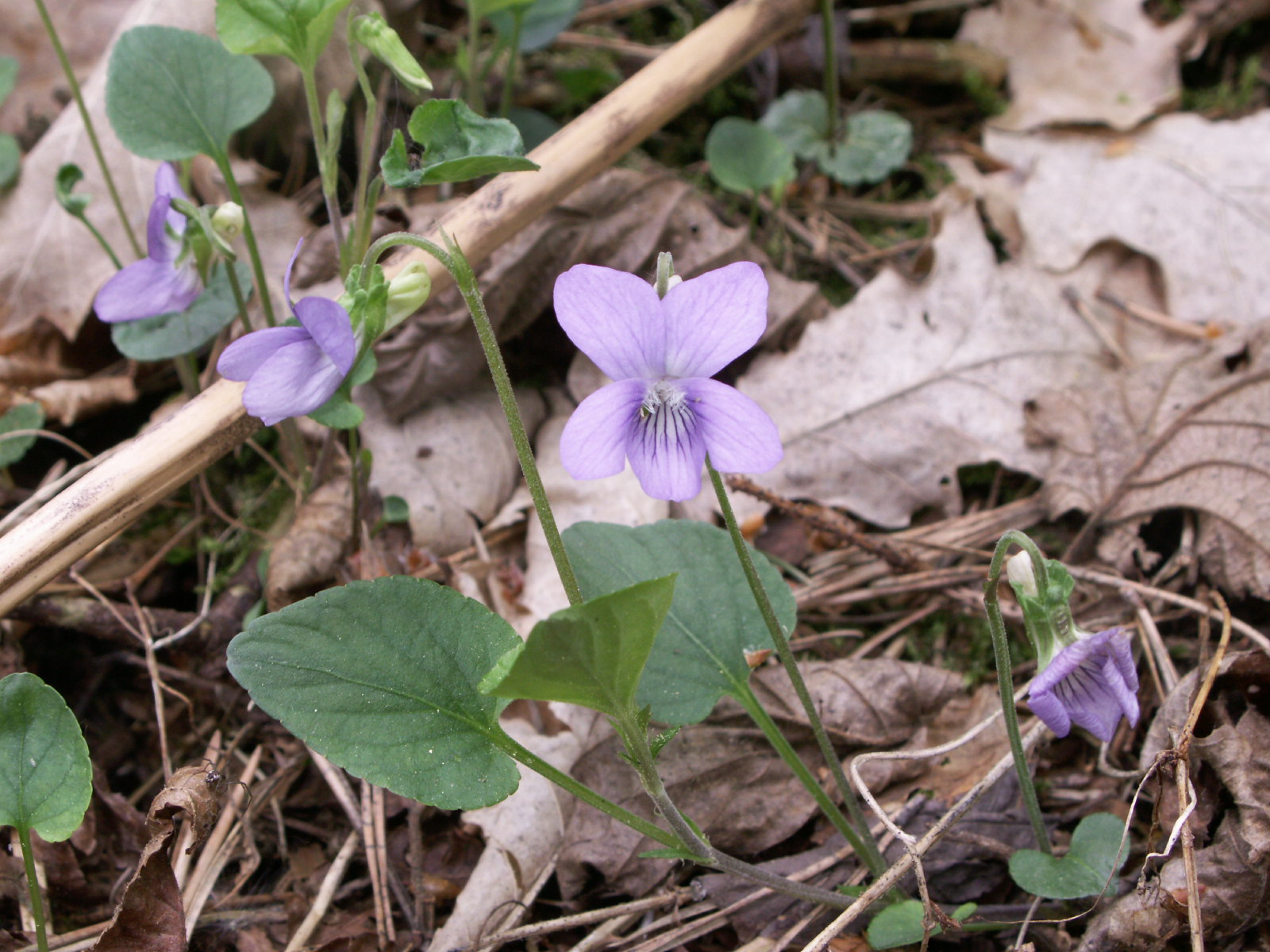
Hondsviooltje

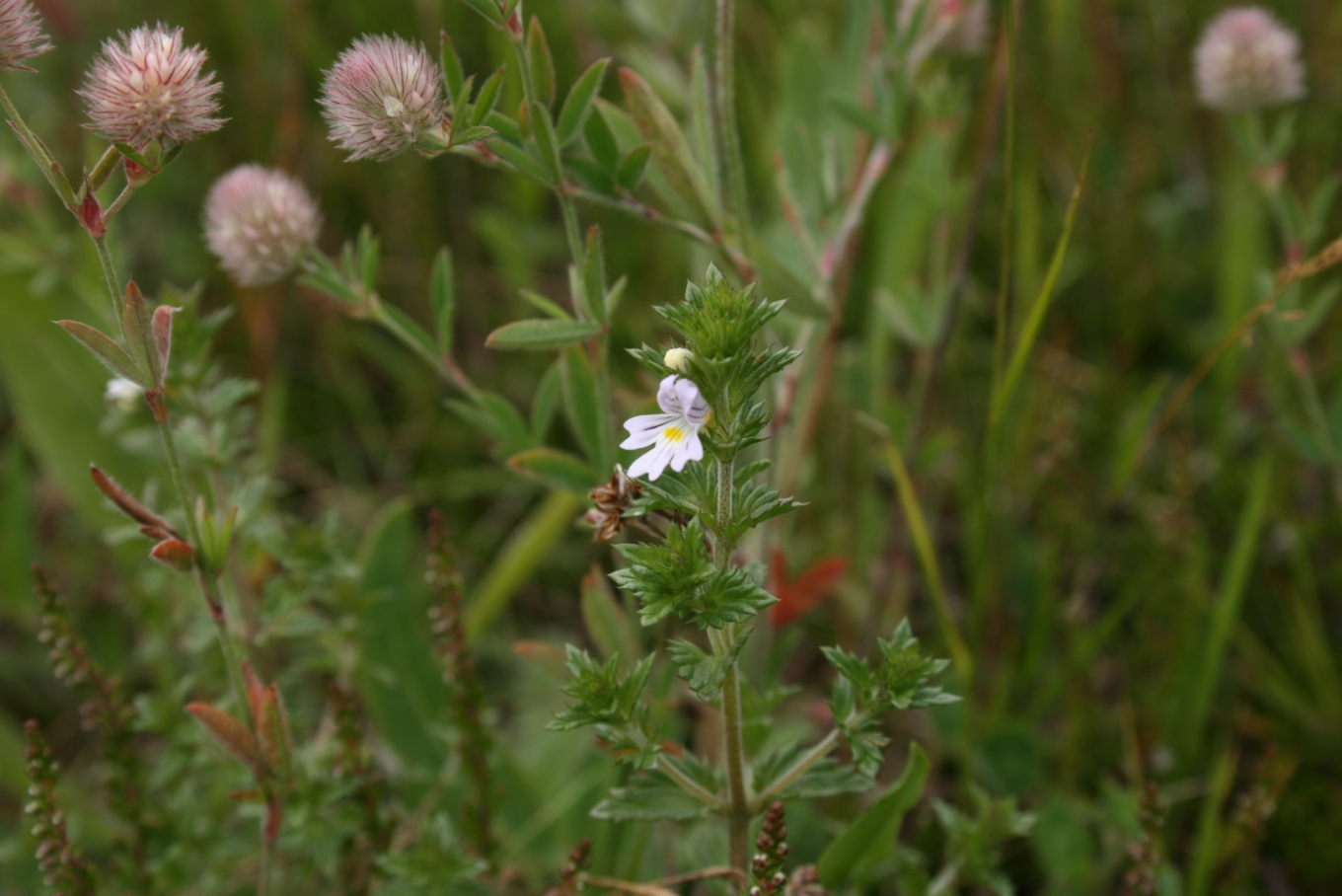
Stijve ogentroost

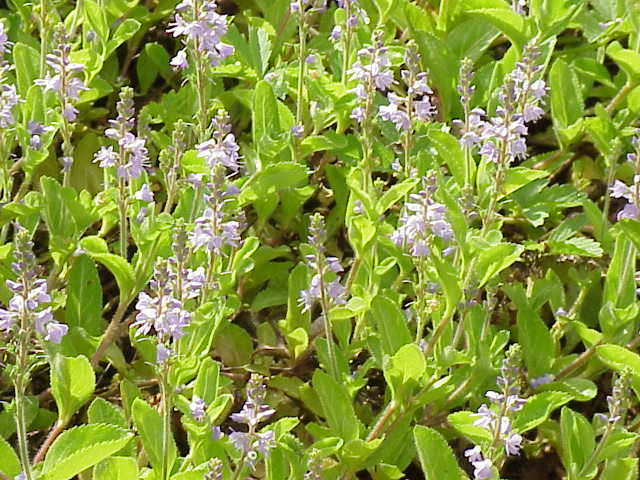
Mannetjesereprijs

Kruidlaag
| Kentaxon | Diff.soort | Abundantie | Triviale naam           | Botanische naam      | Opmerking     |
| -------- | ---------- | ---------- | ----------------------- | -------------------- | ------------- |
| kV       |            | A/Z        | hondsviooltje           | Viola canina         |               |
| kV       |            | F/Z        | stijve ogentroost       | Euphrasia stricta    |               |
| kV       |            | O/Z        | mannetjesereprijs       | Veronica officinalis |               |
| kV       |            | O/Z        | welriekende nachtorchis | Platanthera bifolia  |               |
| kV       |            | Z          | herfstschroeforchis     | Spiranthes spiralis  |               |
| kV       |            | Z          | gelobde maanvaren       | Botrychium lunaria   |               |
| kV       |            | Z          | rozenkransje            | Antennaria dioica    |               |
| kV       |            | Z          | heidezegge              | Carex ericetorum     |               |
| kV       |            | Z          | kleine schorseneer      | Scorzonera humilis   |               |
| kV       |            | Z          | tweenervige zegge       | Carex binervis       | in Vlaanderen |
| kK       |            | D/O        | borstelgras             | Nardus stricta       |               |
| kK       |            | D/A        | tandjesgras             | Danthonia decumbens  |               |
| kK       |            | D/F        | tormentil               | Potentilla erecta    |               |
| kK       |            | Z          | valkruid                | Arnica montana       |               |
|          |            | D/Z        | liggend walstro         | Galium saxatile      |               |
|          |            | A/Z        | pilzegge                | Carex pilulifera     |               |

MoslaagGeen kensoorten

## Fotogalerij

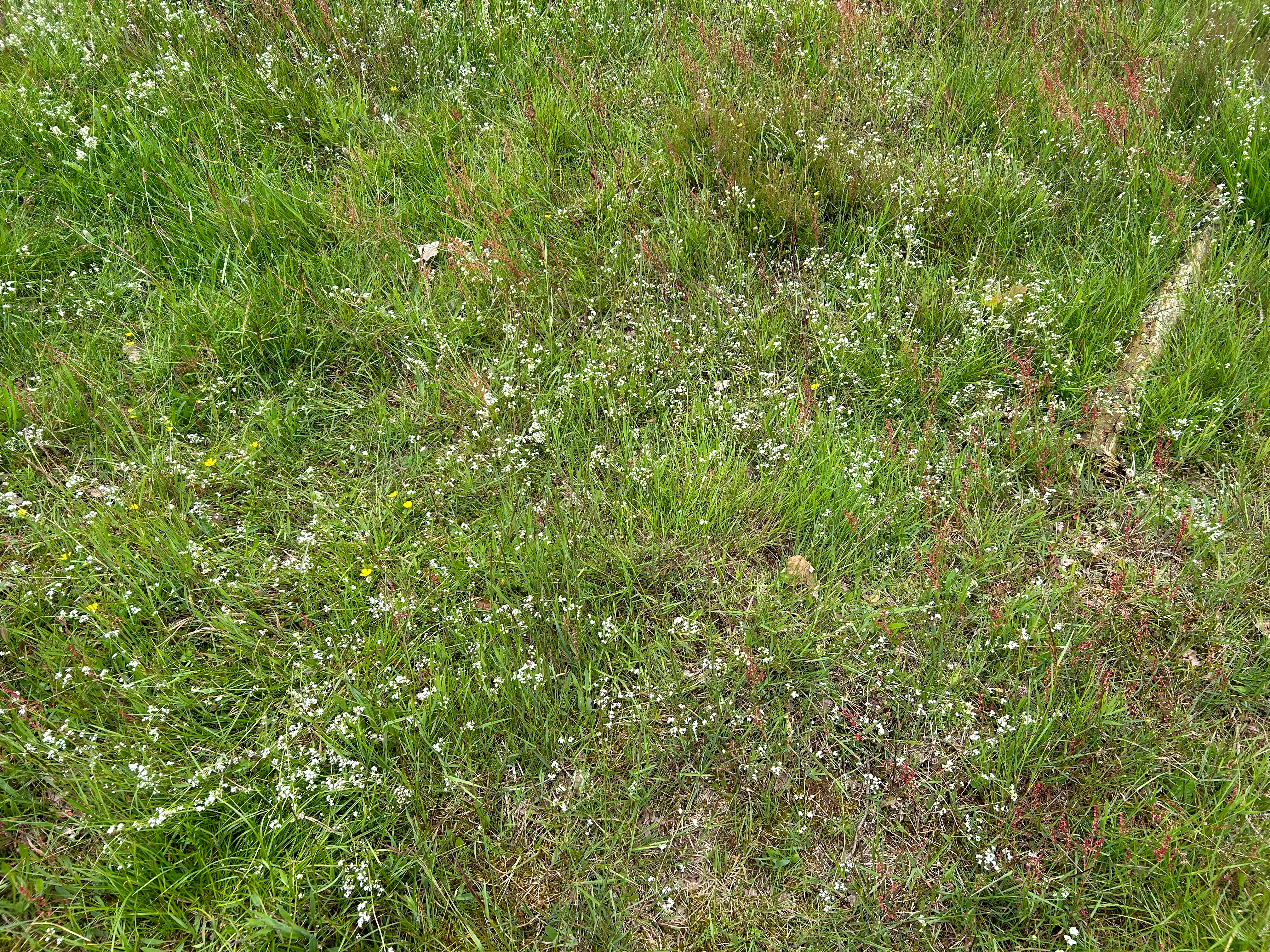
Een vroeg zomeraspect van de associatie van liggend walstro en schapengras
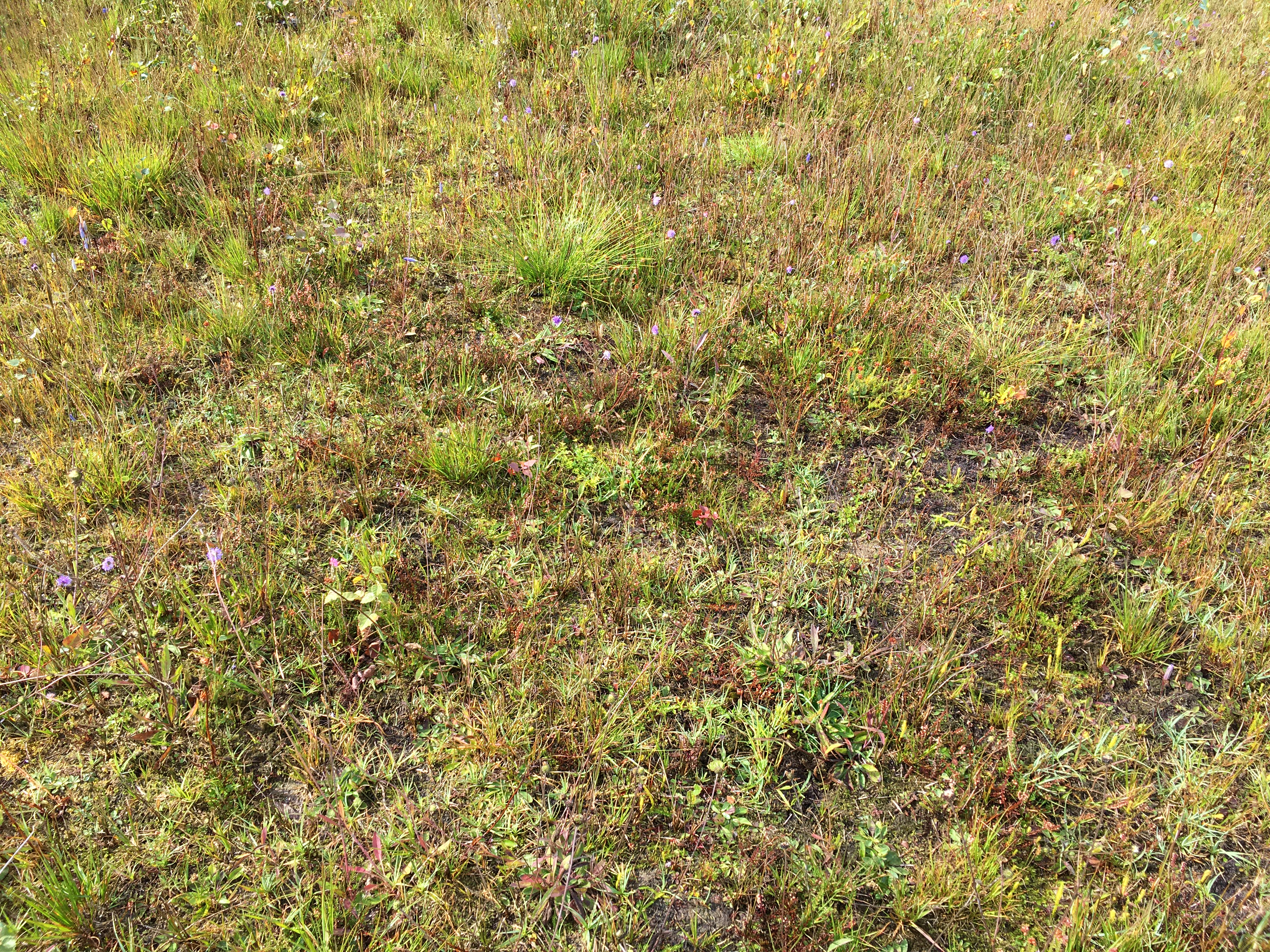
Een vroeg herfstaspect van de associatie van klokjesgentiaan en borstelgras